# Signalisation ferroviaire luxembourgeoise
Pour un article plus général, voir signalisation ferroviaire.
La signalisation ferroviaire luxembourgeoise désigne l’ensemble des signaux conventionnels implantés sur le réseau ferré luxembourgeois géré par les CFL et destinés à assurer la sécurité des usagers du rail. 

## Historique

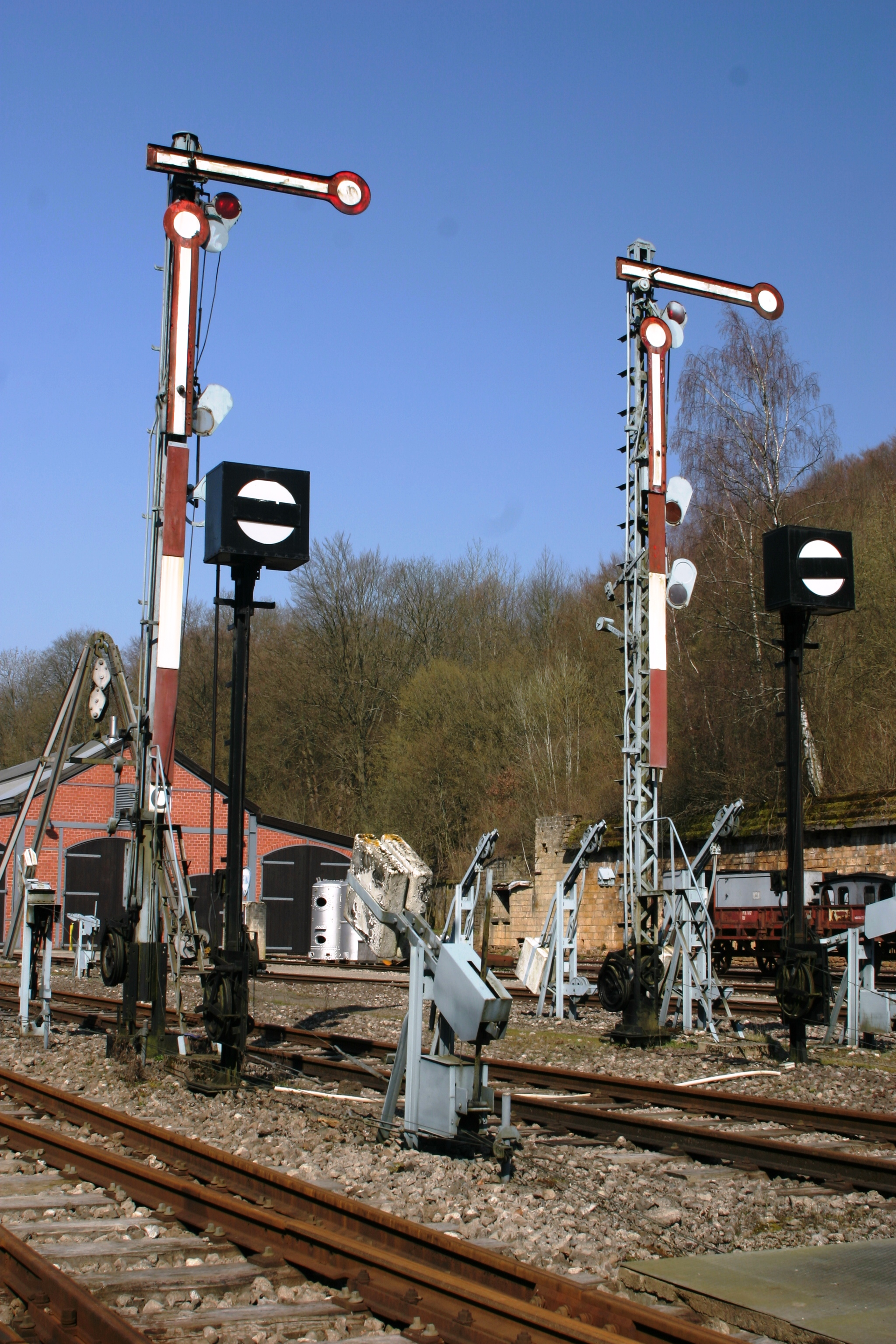
Sémaphores et signaux de manœuvre mécaniques luxembourgeois. Cette implantation correspond de nos jours à un Signal fixe principal avec signal fixe de voie barrée.

Sur le réseau Guillaume-Luxembourg, une signalisation mécanique de type allemand a été utilisé par la Direction générale impériale des chemins de fer d'Alsace-Lorraine. Il est vraisemblable qu'elle ait elle-même remplacé la signalisation de la Compagnie des chemins de fer de l'Est.
Peu de documentation existe sur la signalisation mécanique du réseau Prince-Henri.
La signalisation lumineuse actuelle date vraisemblablement d'après la seconde Guerre mondiale. De même, la date d'introduction du code Verlant au grand-duché est inconnue, il est vraisemblable que ce fut en même temps que pour le réseau ferroviaire d'Alsace-Lorraine.
La répétition de signaux via le « crocodile », inspiré par les systèmes utilisés en France et en Belgique, a été introduit sur le réseau grand-ducal en 1973.
Les années 1990 et l'informatisation des systèmes d'enclenchement en gare de Luxembourg ont vu la disparition de la signalisation spéciale liée aux installations commutables.
À la suite de plusieurs accidents graves, les crocodiles sont complétés par le Memor II+, dont l'installation est terminée en 2004.
Une réforme de la signalisation en 2009 a concerné plusieurs signaux dont les tableaux lumineux complémentaires qui ont vu leur cible triangulaire supprimée — en format compact, elle n'existait déjà pas — et la suppression des tableaux indicateurs de vitesse d'inspiration française notamment, remplacés par d'autres d'inspiration allemande et la généralisation du principe de n'afficher qu'un nombre à multiplier par dix pour obtenir la limitation de vitesse (5 pour 50, ou 12 pour 120). De même, la signalisation prévenant le conducteur de l'état d'un passage à niveau sans barrières a disparu.

## Prérequis
Au Luxembourg, les trains roulent à droite, les signaux sont donc placés de ce côté des voies. La ligne 5 constitue une exception, les trains y roulent à gauche. Si les signaux sont placés à gauche, une plaque avec une flèche pointe la voie concernée par le signal. Deux formats de signaux existent : un dit « classique » avec une cible noire encadrée d'un liseré blanc et un dit « compact » sans ce liseré, utilisé sur les installations plus récentes et dont l'esthétique n'est pas sans rappeler celle des signaux allemands (de). Par convention dans les tableaux de cet article, le format compact est présenté à gauche et le format standard à droite.
La signalisation fonctionne en lien avec le système européen de contrôle des trains de niveau 1 (ETCS L1), qui a remplacé le système de contrôle de vitesse Memor II+ dérivé du Memor belge, supprimé fin 2019.
La signalisation luxembourgeoise reprend le principe Signal avancé/Signal principal utilisé en Allemagne et comme elle, attribue un code à chaque signal et aspect de signal, à contrario du système belge par exemple ou chaque signal peut avertir de l'état du signal suivant. En revanche, elle reprend plusieurs éléments du système français : double feu jaune pour signaler un franchissement d'aiguille à vitesse réduite à l'instar du Ralentissement 30 (au lieu de la combinaison feu vert/feu jaune), utilisation du crocodile (couplé au Memor II+) ou l'aspect de certains tableaux liés à la traction électrique.
On distingue quatre types de signaux lumineux :
- le Signal fixe avancé (SFAv), qui a pour but d'annoncer en amont l'aspect du signal fixe principal ;
- le Signal fixe avancé répétiteur (SFAvR), qui a pour but de répéter le SFAv, ce signal est implanté que lorsqu'il est nécessaire ;
- le Signal fixe principal (SFP), qui règle la circulation ;
- Le Signal fixe de voie barrée (SFVb), qui est un signal destiné à régler les mouvements de manœuvre.

Les signaux SFP et SFVb peuvent être combinés, on parle dans ce cas de Signal fixe principal avec signal fixe de voie barrée (SFPVb). De la même façon, les signaux fixes principaux et avancés peuvent être fixés sur un même mât.
Si un signal ou un panneau ne doit pas être pris en compte, même allumé, il est recouvert d'une croix de Saint-André (RM14 : Repère d'annulation des signaux fixes hors service) qui annule aussi les signaux complémentaires ; si plusieurs signaux sont placés sur un mât, seul celui ou ceux recouvert par une croix sont annulés.

## Signalisation lumineuse
Les signaux lumineux sont conçus et disposés pour être visibles de loin. Pour cela, ils sont équipés de lentilles permettant de focaliser les rayons lumineux émis par l'ampoule, laquelle peut ainsi être choisie de puissance raisonnable. C'est la raison pour laquelle les feux ne semblent pas très intenses lorsqu'on les regarde de côté alors qu'ils éclairent violemment dans l'axe normal de vision c'est-à-dire dans la direction d'arrivée du train.

### Tableaux de repérage
Chaque signal lumineux possède une plaque de repérage, permettant d'identifier, même éteint, de quel signal il s'agit. Cette section présente aussi d'autres signaux de repérage très importants.
| Aspect | Explication |
| ------ | --- |
|        | RF1 : Chevron : Marque le début de la zone à vitesse réduite indiqué par le signal fixe principal 3e position. |
|        | RF3 : Tableau de repérage ou de substitution des signaux fixes avancés : Repère un signal fixe avancé ou le remplace si la vitesse limite est inférieure à 50 km/h. Il indique alors la zone de freinage, qui est de 400 m dans ce cas.                                   |
|        | RF7 : Tableau-repère des signaux fixes lumineux commandant l'arrêt lorsqu'ils sont indûment éteints : Le repère diffère de selon s'il s'agit d'un signal fixe principal (à gauche) ou d'un signal fixe de voie barrée ou combinant les deux (à droite).                   |
|        | RF4 : Mirlitons : Sur le principe des Mirlitons de la SNCF ; un premier mirliton (1 barre) est placé à 100 mètres du signal, précédé par un ou deux mirlitons (2 ou 3 barres) espacés de 75 mètres chacun. Un format carré existe pour les implantations en espace exigu. |

### Signal fixe avancé
Le signal fixe avancé sert à annoncer l'état du signal fixe principal qui suit, et ainsi permettre au conducteur d'adapter la marche du train.
Si la vitesse limite d'une ligne est inférieure à 50 km/h, ces signaux ne sont pas implantés : seul le tableau de repérage ou de substitution des signaux fixes avancés est alors présent.
| Aspect | Explication |
| ------ | --- |
|        | SFAv 1re position : le feu orange annonce que le prochain signal n'est pas franchissable (feu rouge). Si le signal est éteint, il doit être considéré comme affichant cet aspect. |
|        | SFAv 2e position : le feu vert annonce que le prochain signal est franchissable (feu vert).                                                                                       |
|        | SFAv 3e position : le double feu orange annonce que le prochain signal est franchissable à vitesse réduite (double feu orange), à 40 km/h en règle générale.                      |

### Signal fixe avancé répétiteur
Le signal fixe avancé peut être répété si nécessaire.
Si la vitesse limite d'une ligne est inférieure à 50 km/h, ces signaux ne sont pas implantés.
| Aspect | Explication |
| ------ | --- |
|        | SFAvR 1re position : répétition du signal SFAv 1re position. Si le signal est éteint, il doit être considéré comme affichant cet aspect. |
|        | SFAvR 2e position : répétition du signal SFAv 2e position.                                                                               |
|        | SFAvR 3e position : répétition du signal SFAv 3e position.                                                                               |

### Signal fixe principal
Le signal fixe principal protège par exemple un canton ou un aiguillage.
| Aspect | Explication |
| ------ | --- |
|        | SFP 1re position : Arrêt absolu. Si le signal est éteint, il doit être considéré comme affichant cet aspect.                                                                       |
|        | SFP 2e position : Voie libre. |
|        | SFP 3e position : Franchissement à vitesse réduite à 40 km/h en règle générale, des aiguillages ; vitesse à appliquer du chevron (RF1) au signal ou indicateur de vitesse suivant. |

### Signal fixe de voie barrée

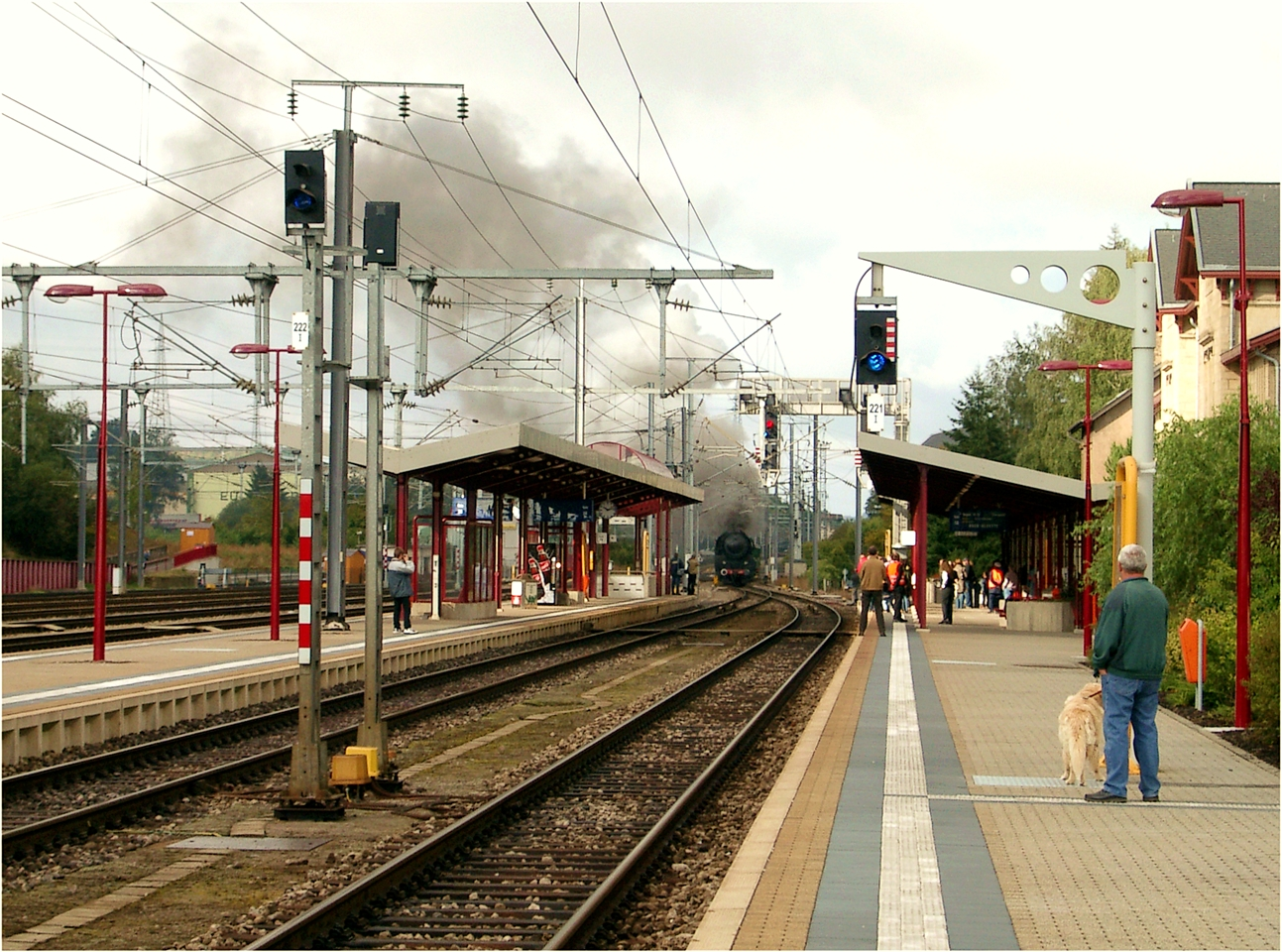
Des SFVb en gare de Pétange.

Le signal fixe de voie barré sert à réguler les trains en marche de manœuvre ou encore à assurer la protection d'une voie ou d'une gare où plusieurs trains peuvent entrer. Ces feux peuvent aussi être placé à l'horizontale, le feu bleu se trouvant alors à gauche et le feu blanc à droite.
| Aspect | Explication |
| ------ | --- |
|        | SFVb 1re position : Arrêt pour les trains en manœuvre. Si le signal est éteint, il ne peut être franchi qu'avec un ordre oral. |
|        | SFVb 2e position : Voie libre pour les trains en manœuvre.                                                                     |

### Signal fixe principal avec signal fixe de voie barrée

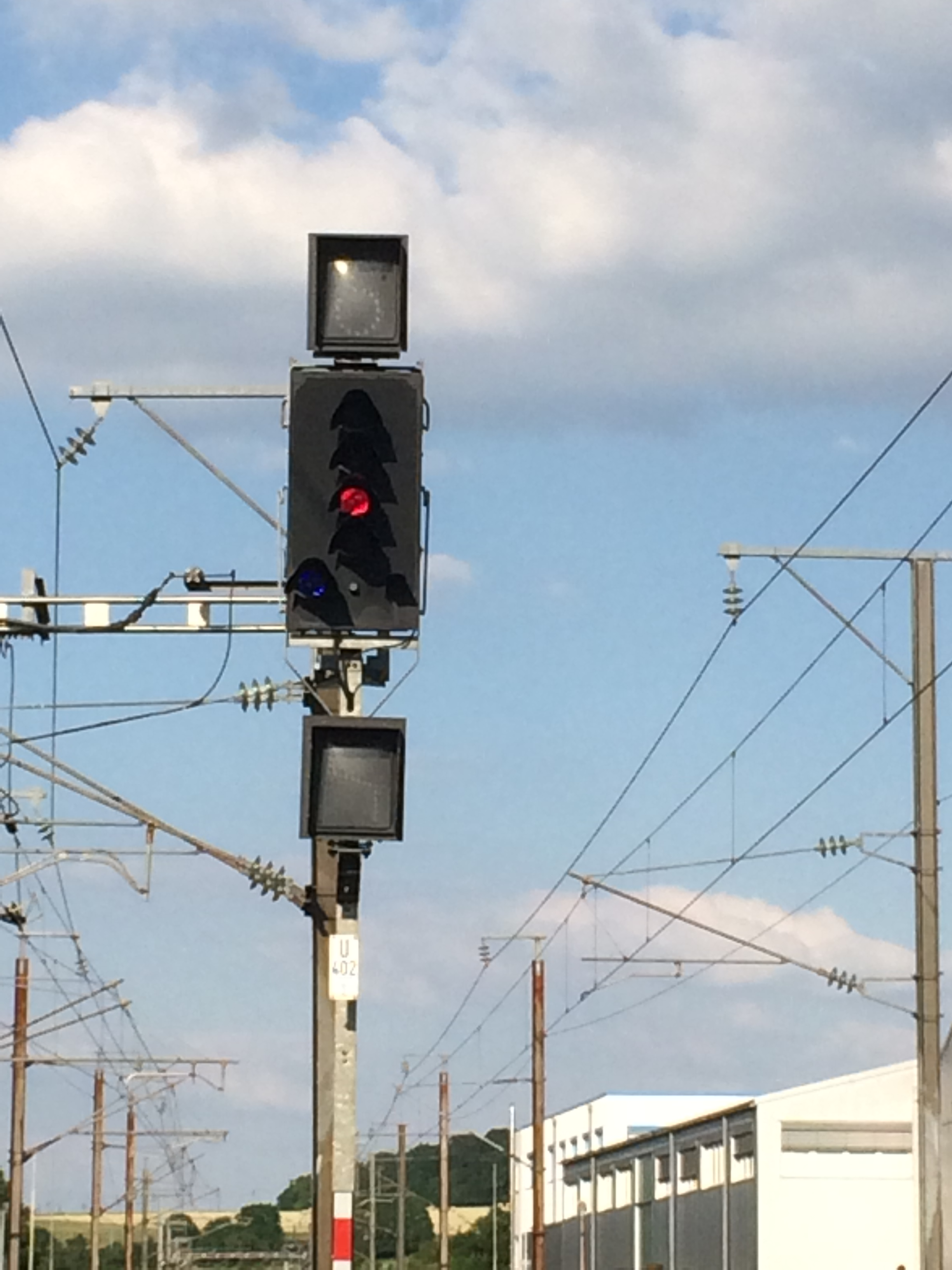
Un SFPVb avec, au-dessus, un tableau complémentaire de vitesse (pouvant afficher le chiffre "5") et, en dessous, un tableau complémentaire de contre-sens.

Les signaux fixes principaux et les signaux fixes de voie barré peuvent être combinés, essentiellement en entrée ou sortie de gare.
| Aspect | Explication |
| ------ | --- |
|        | SFP 1re position : Arrêt absolu pour les trains. |
|        | SFVb 2e position : Voie libre pour les trains en manœuvre, arrêt absolu pour les autres trains.                                                                                    |
|        | SFP 2e position : Voie libre. |
|        | SFP 3e position : Franchissement à vitesse réduite à 40 km/h en règle générale, des aiguillages ; vitesse à appliquer du chevron (RF1) au signal ou indicateur de vitesse suivant. |

### Signaux lumineux complémentaires

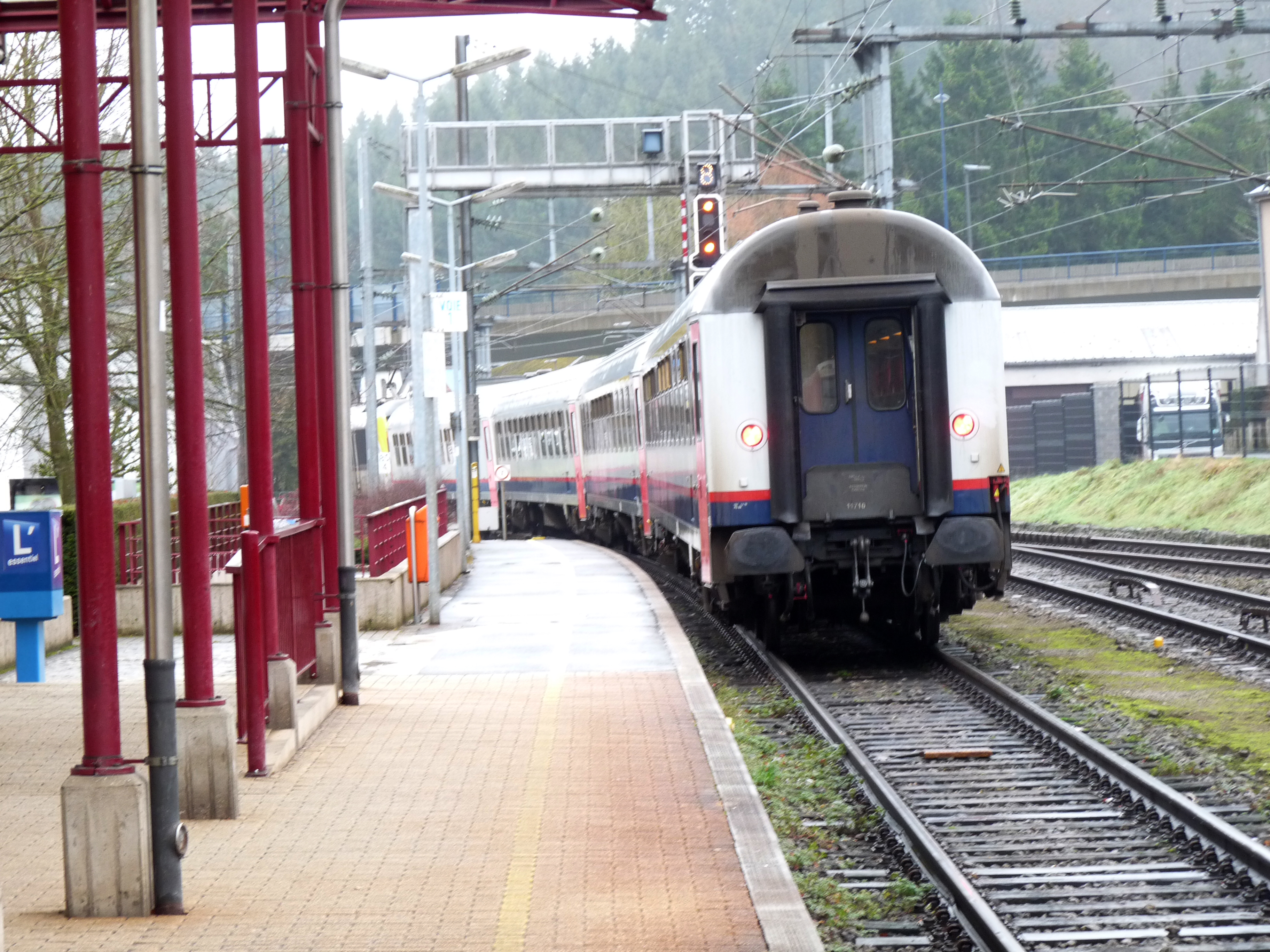
En arrière-plan au-dessus du train : La combinaison du signal fixe et du signal complémentaire autorise le passage à vitesse réduite de l'aiguillage à 80 km/h (chiffre "8").

Ces signaux lumineux sont couplés à un signal fixe avancé, avancé répétiteur ou principal affichant la 3e position, celle du franchissement ou de l'annonce de franchissement d'un aiguillage à vitesse réduite (deux feux jaunes).
Avec les signaux avancés, l'indicateur est placé sous le signal et affiche en jaune, sur les signaux fixes principaux il est fixé au-dessus du signal, sauf pour les indications de contre-sens qui sont placés sous les signaux fixes et affichent en blanc (et qui ne sont pas pré-annoncés),. Ces différents indicateurs peuvent être couplés entre eux : vitesse + cul-de-sac ou vitesse + contre-sens,.
| Aspect | Explication |
| ------ | --- |
|        | SFAvVo : Signal fixe avancé de réception sur voie en cul-de-sac, sur voie occupée ou sur voie non utilisable sur toute sa longueur : Annonce le signal SFVo. |
|        | SFVo : Signal fixe de réception sur voie en cul-de-sac, sur voie occupée ou sur voie non utilisable sur toute sa longueur : La vitesse est limitée à 25 km/h au franchissement du panneau "Imp" ou au début du quai. Jusqu'en 2009, le conducteur devait appliquer une marche à vue. |
|        | SFAvI : Signal fixe avancé indicateur de vitesse : Annonce le signal SFI. |
|        | SFI : Signal fixe indicateur de vitesse : Ce signal indique la vitesse de franchissement du signal (7 = 70 km/h par exemple) ; en l'absence d'indications, elle est de 40 km/h. L'indicateur de vitesse placé seul, sans autre signal (SFI/R : Signal fixe indicateur de vitesse/Reprise) marque la fin de la zone à vitesse réduite affichée par le signal précédent et le début d'une nouvelle zone à une vitesse différente, et ce jusqu'au prochain signal indiquant une vitesse. |
|        | SFCCI/O : Signal fixe de changement du côté d'implantation des signaux/Panneau origine : Annonce au conducteur le début d'une section en contresens après l'aiguille. Nommé jusqu'en 2009 Signal fixe de circulation à contre-voie ou à contre-sens (SFC). |
|        | SFCCI/TF : Signal fixe de changement du côté d'implantation des signaux/Tableau fin : Annonce au conducteur la fin d'une section en contresens après l'aiguille. |
|        | RF9 : Tableau "Impasse" : Indique que la voie est en cul-de-sac. |

### Signaux spécifiques au réseau ferré tertiaire

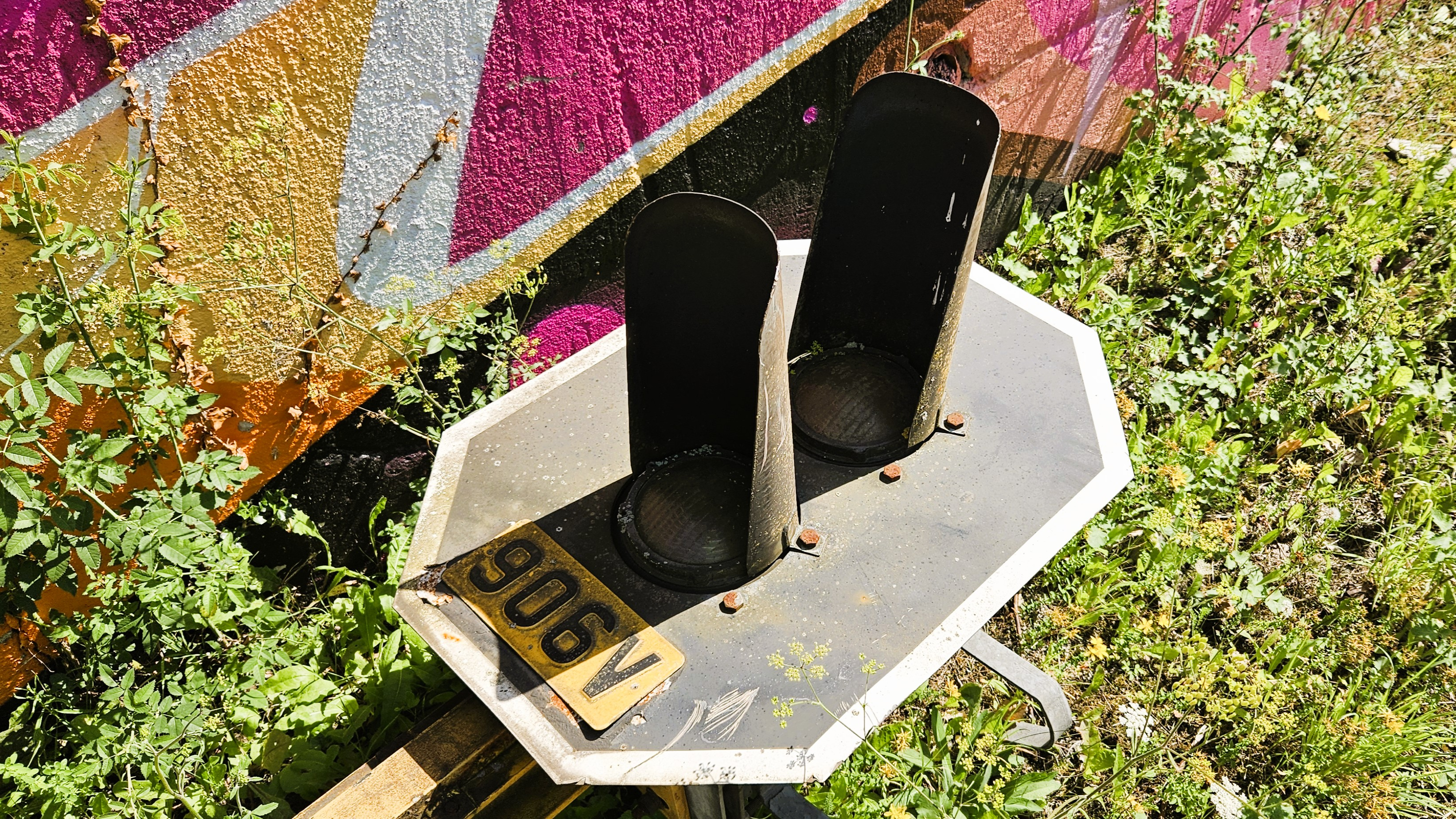
Un ancien signal du réseau tertiaire.

Le réseau ferré tertiaire, autrement dit le réseau desservant les sites d'ArcelorMittal dispose d'une variante simplifiée de la signalisation du réseau ferré national ; la signification de cette signalisation ne semble pas avoir été rendue publique au vu du manque de sources à son sujet.
Outre les aspects principaux qui sont a priori l'arrêt (rouge) et la voie libre (vert) comme sur le réseau national, on peut remarquer la présence sur certaines photos de deux feux placés à l'horizontale en plus des deux aspects précédemment cités qui semblent être des indicateurs de direction, devinables à la présence d'aiguillages suivant les signaux.

### Anciens signaux spécifiques en gare de Luxembourg
La gare de Luxembourg, gare centrale du réseau ferré luxembourgeois, est historiquement une gare commutable : en effet, bien que le réseau grand-ducal soit électrifié en 25000 V - 50 Hz, la ligne 5, qui se dirige vers Arlon en Belgique, était quant à elle électrifiée en 3000 V, à l'instar du réseau belge, jusqu'en 2018 où elle a été ré-électrifiée en 25 kV.
Des signaux spécifiques géraient la circulation, avec une signification différenciée entre le matériel électrique et le matériel Diesel pour éviter que, par exemple, du matériel en 3 kV roule sous du 25 kV. Le renouvellement des installations d'enclenchement dans les années 1990 avec l'introduction d'un système informatisé de type Solid State Interlocking (en) a rendu cette signalisation obsolète bien avant la suppression des installations de commutation, le nouveau système informatisé pouvant gérer directement les différences de tension d'alimentation et assurer la sécurité avec la signalisation classique. Cette signalisation se caractérisait par l'usage de feux clignotants.
Signal fixe avancé
| Aspect | Explication |
| ------ | --- |
|        | SFAv 1re position : le feu orange annonce que le prochain signal n'est pas franchissable (feu rouge). Si le signal est éteint, il doit être considéré comme affichant cet aspect.                 |
|        | SFAv 3e position : le double feu orange et le feu blanc clignotant annonce que le prochain signal est franchissable à vitesse réduite (double feu orange), à 30 km/h en règle générale.           |
|        | SFAv 4e position : le double feu orange fixe et clignotant annonce pour les trains non électriques la même chose que la position 3 et pour les trains électrique la même chose que la position 1. |

Signal fixe avancé répétiteur
| Aspect | Explication |
| ------ | --- |
|        | SFAvR 1re position : répétition du signal SFAv 1re position. Si le signal est éteint, il doit être considéré comme affichant cet aspect. |
|        | SFAvR 3e position : répétition du signal SFAv 3e position.                                                                               |
|        | SFAvR 4e position : répétition du signal SFAv 4e position.                                                                               |

Signal fixe de voie barré
| Aspect | Explication |
| ------ | --- |
|        | SFVb 1re position : Arrêt pour les trains en manœuvre. Si le signal est éteint, il ne peut être franchi qu'avec un ordre oral. |
|        | SFVb 2e position : Voie libre pour les trains en manœuvre non-électrique, arrêt absolu pour les trains électriques.            |
|        | SFVb 3e position : Voie libre pour les trains en manœuvre.                                                                     |

Signal fixe principal avec signal fixe de voie barrée
| Aspect | Explication |
| ------ | --- |
|        | SFP 1re position : Arrêt absolu pour les trains. |
|        | SFVb 2e position : Voie libre pour les trains en manœuvre, arrêt absolu pour les autres trains.                                                                                    |
|        | SFVb 3e position : Voie libre pour les trains en manœuvre non-électriques, arrêt absolu pour tous les autres trains.                                                               |
|        | SFP 3e position : Franchissement à vitesse réduite à 30 km/h en règle générale, des aiguillages ; vitesse à appliquer du chevron (RF1) au signal ou indicateur de vitesse suivant. |
|        | SFP 4e position : Trains non-électriques : idem SFP en position 3 ; Trains électriques : Arrêt absolu.                                                                             |

## Les panneaux

### Panneaux de vitesse

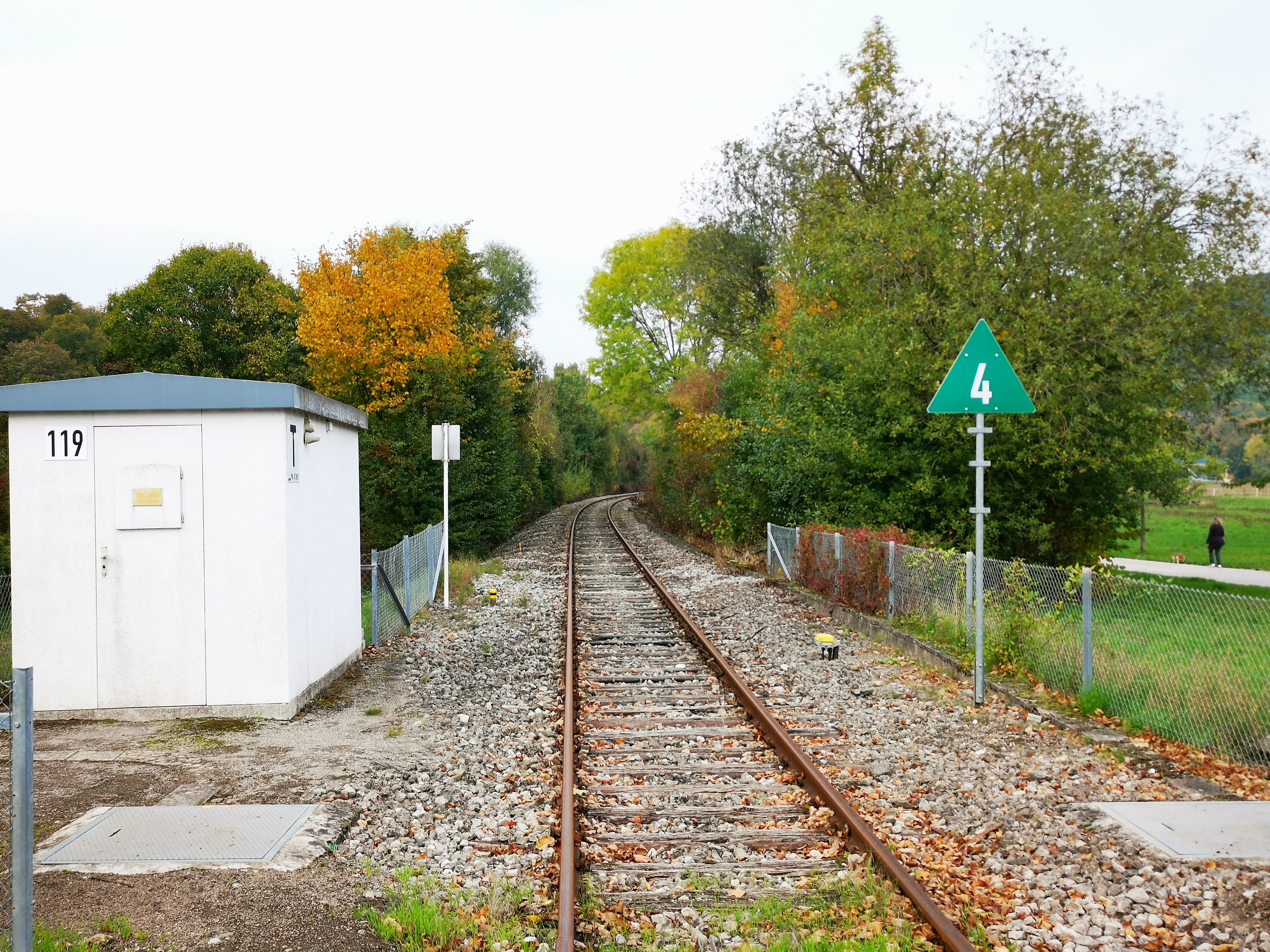
Signal SFIVI annonçant le chiffre 4 : À partir de ce point, la vitesse maximale de ce tronçon est de 40 km/h.

Ces panneaux donnent des indications sur les limitations de vitesses fixes et temporaires ; le chiffre affiché sur ces panneaux doit être multiplié par dix pour obtenir la vitesse : par exemple 9 correspond à 90 km/h.
| Aspect | Explication |
| ------ | --- |
|        | SFIVI : Signal fixe indicateur de la vitesse-infrastructure : Indique la vitesse maximale d'une section. |
|        | SFAVI : Signal fixe annonciateur de la vitesse-infrastructure : Si la vitesse maximale d'une section est inférieure à la section précédente, le SFAVI annonce la nouvelle vitesse du tronçon à venir, de sorte que le conducteur puisse ralentir. |
|        | SMR/A : Signal mobile de ralentissement temporaire/Tableau annonciateur : Annonce une zone de réduction de vitesse temporaire. |
|        | SMR/EI : Signal mobile de ralentissement temporaire/Tableau d'exécution immédiate de ralentissement : Début de la zone de réduction de vitesse temporaire.                                                                                        |
|        | SMR/R : Signal mobile de ralentissement temporaire/Tableau vert de reprise de vitesse : Fin de la zone de réduction de vitesse temporaire, retour à la vitesse limite habituelle.                                                                 |

### Panneaux spécifiques à la traction électrique
Ces signaux sont dédiés aux trains à traction électrique ; il n'y a guère que sur la ligne 2b, non électrifiée, qu'on ne peut pas trouver ces signaux.
| Aspect | Explication |
| ------ | --- |
|        | ESFA : Signal fixe d'arrêt pour mouvements comportant un véhicule avec pantographe levé : ce panneau marque la fin de la caténaire ; il est placé dix mètres avant, fixé à un câble transversal. |
|        | ESFAp/TA : Signal fixe commandant d'abaisser les pantographes/Tableau ou panneau annonciateur : ce panneau annonce le début, 700 m plus loin, d'une section qui doit être franchie pantographe baissée.                                                                                              |
|        | ESFAp/TE : Signal fixe commandant d'abaisser les pantographes/Tableau ou panneau d'exécution : ce panneau marque le début d'une section qui doit être franchie pantographe baissée. |
|        | ESFAp/TR : Signal fixe commandant d'abaisser les pantographes/Tableau ou panneau autorisant le relèvement du pantographe : ce panneau marque la fin d'une section qui doit être franchie pantographe baissée.                                                                                        |
|        | ESFCC/A : Signal fixe commandant de couper le courant sur l'engin moteur électrique/Tableau annonciateur : ce panneau annonce un sectionnement électrique. |
|        | ESFCC/E : Signal fixe commandant de couper le courant sur l'engin moteur électrique/Tableau d'exécution : ce panneau le début d'un sectionnement électrique, qui doit être franchi disjoncteur ouvert.                                                                                               |
|        | ESFCC/F : Signal fixe commandant de couper le courant sur l'engin moteur électrique/Tableau indiquant la fin de parcours de coupure de courant : ce panneau annonce la fin d'un sectionnement électrique et la possibilité de refermer le disjoncteur.                                               |
|        | ERF103 : Repérage de l'endroit de commutation de tension : ce panneau annonce le début de la zone alimentée à la tension indiquée sur le panneau (ici, 25 = 25 kV). Placé typiquement aux frontières où un changement de tension s'effectue (du 15 kV allemand au 25 kV luxembourgeois par exemple). |

### Signalisation d'approche et d'arrêt

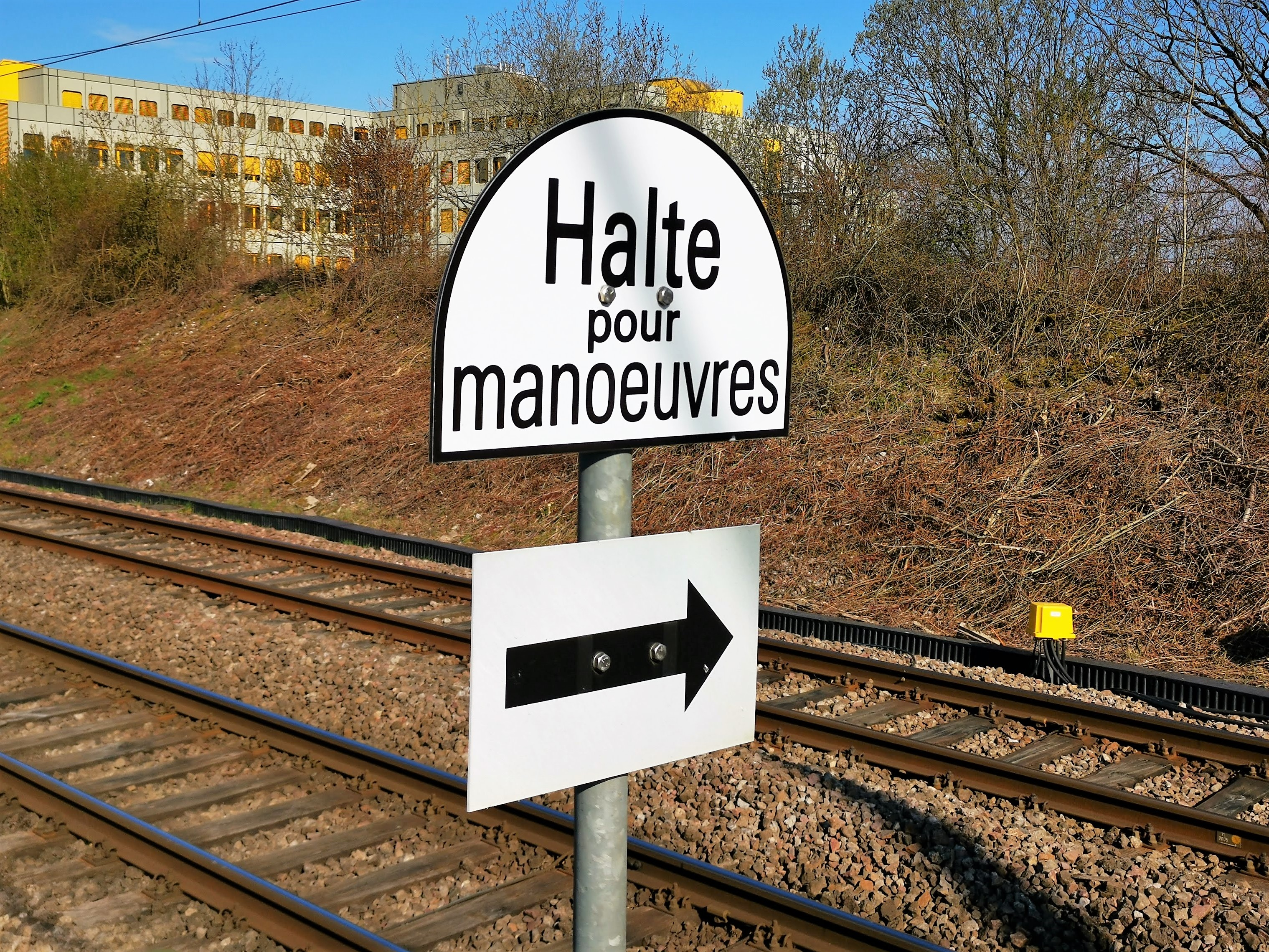
Signal SFHM et flèche indiquant que le signal s'adresse à la voie qui est à droite dans le sens de la marche (au Luxembourg, les signaux sont normalement implantés à droite de la voie à laquelle ils s'adressent sauf notamment pour la ligne 5 où les trains roulent à gauche et où la signalisation est implantée à gauche).

Ces signaux sont utilisés à l'approche d'une gare et à l'intérieur de celle-ci.
| Aspect | Explication |
| ------ | --- |
|        | RF8 : Tableau d'annonce d'un point d'arrêt en pleine ligne : Annonce un point d'arrêt particulier. |
|        | SFE : Signal fixe d'entrée : Annoncé par le signal RF8, il annonce l'entrée dans une gare et peut être couplé à un signal fixe de voie barrée (SFVb). Le chiffre désigne la vitesse : en général, le 3 (pour 30 km/h) est utilisé. |
|        | SFH : Signal fixe "Halte pour trains" : Annonce le point d'arrêt des trains en gare à ne pas dépasser. |
|        | SFHM : Signal fixe "Halte pour manœuvres" : Signal équivalent au précédent, mais pour les trains en marche de manœuvre. |

### Signalisation mobile d'arrêt

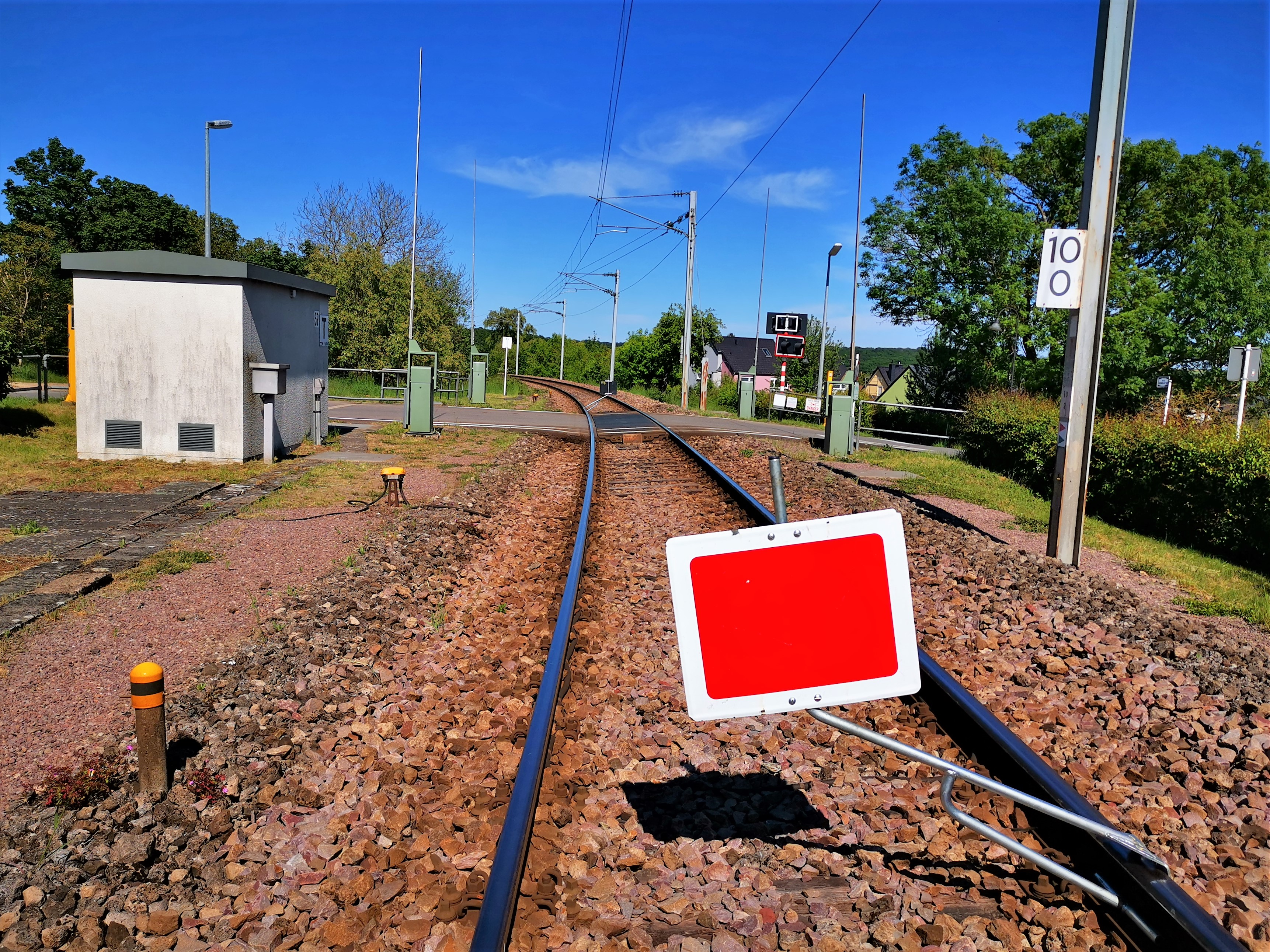
Signal SMA à un passage à niveau de la ligne 3.

Cette signalisation temporaire est constituée de signaux mobiles implantés au sol.
| Aspect | Explication |
| ------ | --- |
|        | SMAv : Signal mobile avancé : Annonce d'un signal mobile d'arrêt. La nuit, un feu jaune est utilisé. |
|        | SMA : Signal mobile d'arrêt : Point à ne pas dépasser pour diverses raisons : voie occupée par un train en panne, voie occupée aux ateliers, voie neutralisée pour travaux, etc. La nuit, un feu rouge est utilisé. Placé entre les rails. |

### Panneaux de passages à niveau

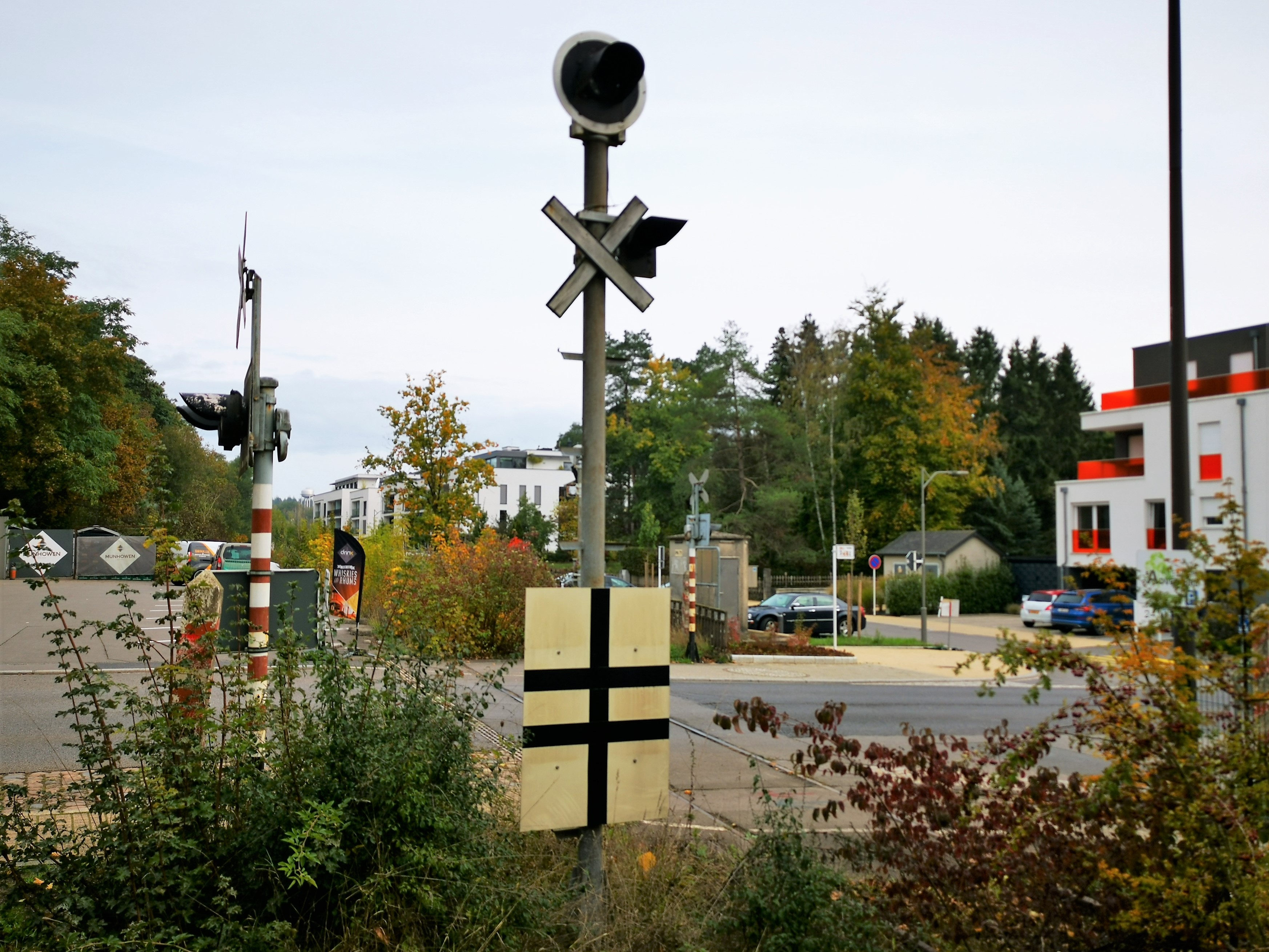
Ancienne signalisation renseignant le conducteur sur un passage à niveau sans barrières, recouverte d'une croix de Saint-André, la ligne 2a étant fermée à toute circulation.

Cette signalisation sert à indiquer au conducteur des mesures spécifiques pour le franchissement des passages à niveaux.
| Aspect | Explication |
| ------ | --- |
|        | SFS : Signal fixe « Siffler » : À l'approche d'un passage à niveau sécurisé, ordonne au conducteur d'utiliser le sifflet. |
|        | SFRS/A : Signal fixe « Ralentir et Siffler »/Tableau annonciateur : à l'approche d'un passage à niveau non sécurisé, ordonne au conducteur de diminuer la vitesse selon le chiffre indiqué (exemple : 1 = réduction de 10 km de la vitesse) |
|        | SFRS/E : Signal fixe « Ralentir et Siffler »/Tableau d'exécution : À un passage à niveau sécurisé, ordonne au conducteur d'utiliser le sifflet et de le franchir à la vitesse réduite demandée par le SFRS/A.                               |